# Pandemia de COVID-19 în Australia
Pandemia de coronavirus COVID-19 din Australia face parte din pandemia în curs de desfășurare a bolii coronavirus 2019 (COVID-19) cauzată de sindromul respirator acut sever coronavirus 2 (SARS-CoV-2). S-a confirmat că virusul s-a răspândit în Australia la 25 ianuarie 2020, în Victoria, când un bărbat care s-a întors din Wuhan, provincia Hubei, China, a fost testat pozitiv pentru virus. 
Granițele australiene au fost închise tuturor nerezidenților pe 20 martie 2020, iar rezidenții care se întorc au fost obligați să petreacă două săptămâni în hoteluri de carantină supravegheate începând cu 27 martie. Multe state și teritorii individuale și-au închis granițele în diferite grade, unele rămânând închise până la sfârșitul anului 2020 și continuând să se închidă periodic în timpul focarelor localizate. Regulile de distanțare socială au fost impuse pe 21 martie, iar guvernele de stat au început să închidă serviciile „neesențiale”. „Serviciile neesențiale” au inclus locuri de întâlnire socială, cum ar fi pub-urile și cluburile, dar, spre deosebire de multe alte țări, nu au inclus majoritatea operațiunilor comerciale, cum ar fi construcțiile, producția și multe categorii de vânzare cu amănuntul. Numărul de cazuri noi a crescut inițial brusc, apoi s-a nivelat la aproximativ 350 pe zi în jurul datei de 22 martie și a început să scadă la începutul lunii aprilie la sub 20 de cazuri pe zi până la sfârșitul lunii. 
Un al doilea val de infecții a apărut în Victoria în mai și iunie 2020, care a fost atribuit unui focar la un hotel de carantină din Melbourne. Al doilea val, deși localizat în mare parte în Melbourne, a fost mult mai răspândit și mai mortal decât primul; la apogeul său, statul a avut peste 7.000 de cazuri active. Victoria a trecut printr-o a doua izolare strictă care a durat în cele din urmă aproape patru luni. Valul s-a încheiat cu zero cazuri noi înregistrate pe 26 octombrie 2020. Alte focare au avut loc la sfârșitul anului 2020 și mijlocul lui 2021, cu mai multe „blocări rapide” scurte anunțate în anumite state pentru a le limita răspândirea, în special pe măsură ce noi variante de SARS-CoV-2 au sosit în Australia. Ca răspuns la un focar al variantei SARS-CoV-2 Delta în iunie 2021 în New South Wales, aproape jumătate din populația Australiei și majoritatea orașelor mari au fost blocate de la începutul lunii iulie 2021, focarul continuând să se agraveze până la noi cazuri record zilnice în august. La sfârșitul lunii august până la mijlocul lunii septembrie 2021, Victoria a avut primele 9 decese de la sfârșitul lunii octombrie 2020.
Începând cu 9 octombrie 2021, Australia a raportat 127.454 de cazuri, 34.990 de recuperări și 1.432 de decese, al doilea val din Victoria reprezentând aproximativ 80% din decese. Nu s-au înregistrat decese din cauza COVID-19 în Australia în perioada 28 decembrie 2020 până în 13 aprilie 2021, când a avut loc un deces în Queensland. Apoi nu a mai fost niciun deces până la 10 iulie 2021 în New South Wales, decesele continuând acolo până la jumătatea lunii octombrie 2021. Începând cu 9 octombrie 2021, cel puțin 431 de rezidenți din New South Walee au murit din cauza focarelor din iunie a variantei Delta la Sydney. 
Scopul declarat al Cabinetului Național este „suprimarea”, spre deosebire de „eliminare”, adică încercarea continuă de a reduce transmiterea comunitară la zero, dar având în vederea apariția unor noi focare. Acest lucru este în contrast cu strategiile de atenuare implementate de majoritatea celorlalte națiuni. În comparație cu alte țări occidentale, în special cu Statele Unite și țările europene, strategia Australiei a fost lăudată pentru eficacitatea sa, dar a fost criticată de unii pentru limitarea libertăților civile. Aspectele distinctive ale acestui răspuns au inclus intervenții timpurii pentru a reduce transmiterea din alte țări în afară de China, la sfârșitul lunii ianuarie și februarie 2020; recrutarea timpurie a unei forțe de muncă mari de urmărire a contacților pacienților confirmați; încredere publică relativ mare în răspunsurile guvernamentale la pandemie, cel puțin în comparație cu SUA și, mai târziu, utilizarea de blocări scurte și intense pentru a facilita urmărirea exhaustivă a contacților din noile focare. Granițele internaționale ale Australiei au rămas, de asemenea, în mare măsură închise, cu un număr limitat de sosiri strict controlate, pe durata pandemiei. Australia a încercat să dezvolte o aplicație de urmărire a contacților bazată pe Bluetooth (Coronavirus Australia)  și, deși aceste eforturi nu au fost deosebit de eficiente, aplicațiile de urmărire a contacților bazate pe coduri QR au devenit omniprezente în Australia. Aceste aplicații, care sunt solicitate efectiv de guvernele de stat, oferă departamentelor guvernamentale de sănătate capacitatea de a reconstrui prezența și posibilele contacte ale oricărei persoane care poartă un telefon mobil care a fost capabil să se înregistreze folosind un cod QR în momentul vizitei magazinelor, barurilor, restaurante sau locuri similare, în general, memorate timp de 28 de zile după vizită. În plus, locurile vizitate trebuie să ofere o modalitate de înregistrare alternativă de contact pentru oricine nu poate folosi aplicația.  
Programul de vaccinare la nivel național a început cu primele doze de vaccin Pfizer-BioNTech care au fost administrate la Sydney, duminică, 21 februarie 2021. Lansarea vaccinului din țară, care nu a îndeplinit obiectivele inițiale și a fost descrisă ca lentă, a fost criticată.
Pandemia a afectat economia Australiei, provocând prima sa recesiune în ultimii 30 de ani, sectorul artelor fiind deosebit de puternic afectat.

## Legături externe
- www.health.gov.au/covid-19